# Larry Myricks
Larry Myricks, före detta amerikansk friidrottare född 10 mars 1956. Myricks gjorde sig främst ett namn inom längdhoppningssporten men löpte även 200 meter på ett förtjänstfullt vis.
Vid världsmästerskapen i Rom 1987 bärgade Myricks bronsmedaljen (8.33), endast besegrad av dåtidens suverän Carl Lewis (8.67) och Sovjetunionens Robert Emmiyan (8.53). I Seoul-OS 1988 vann Myricks längdhoppsbronset, efter ett hopp på 8.27, efter landsmännen Lewis (8.72) och Mike Powell (8.49). I VM 1991 tog Myricks det tredje raka mästerskapsbronset. Myricks i sammanhanget blygsamma 8.42 hamnade dock i skymundan av Mike Powell, som noterade ännu gällande världsrekord 8.95, och Carl Lewis som i ett medvindshopp hoppade 8.91 (som bäst 8.87 i godkänd vind). Både Powell och Lewis överskred således ditintills gällande världsrekord (Bob Beamons 8.90).
Inomhus vann Myricks två VM-guld i rad: 1987 i Indianapolis och 1989 i Budapest.
På 200 meter noterade Myricks 20.03 i Indianapolis 1983 i amerikanska mästerskapen, som vanns av Carl Lewis på den nya amerikanska rekordtiden 19.75 (det till 1992 snabbaste loppet noterat under 2000 m höjd över havet).

## Medaljer
Brons
- OS 1988 (8.27)
- VM 1987 (8.33)
- VM 1991 (8.42)

## Rekord
- Längdhopp: 8.74 m, Indianapolis, Indiana, 18 juli 1988
- 200 meter: 20.03, Indianapolis, Indiana, 19 juni 1983